# Предотвращение переворота в Сьерра-Леоне (2023)
Попытка военного переворота в Сьерра-Леоне была запланирована на 7 — 10 августа 2023 года, однако за неделю до предполагаемой даты выступления правоохранительные органы страны задержали несколько человек, причастных к попытке переворота.

## Предыстория
24 июня 2023 года в Сьерра-Леоне состоялись президентские выборы, в ходе которых победу одержал действующий президент Джулиус Био. 27 июня Био был приведён к присяге.
Наблюдавшие за ходом голосования представители Африканского союза и Экономического сообщества западноафриканских государств сообщили о мирном характере избирательной кампании. Однако власти скрыли разбивку результатов голосования по участкам, в связи с чем появились сомнения в честности подсчета результатов.

## Арест заговорщиков
1 августа 2023 года по подозрению в заговоре с целью развязывания насильственных действий против государства и граждан были задержаны и арестованы несколько человек, в числе которых высокопоставленные военные.
Власти страны не квалифицировали предполагаемый заговор как попытку государственного переворота. Полиция Сьерра-Леоне сообщила, что задержанные готовились с 7 по 10 августа использовать запланированные в стране после президентских выборов акции протеста для развязывания насильственных действий в стране.